# 0079-0088
《0079-0088》（ダブルオーセブンティナインダブルオーエイティエイト）是2007年12月19日所发售的音樂專輯。以三种格式发售，其中两种为限定版（收录曲目相同）。
- 0079-0088 通常版
  - 标语为「26年の時を越えてあの名曲たちが甦る」
- 0079-0088 feat.Char Aznable セリフ入り・生産限定版
  - 标语为「シャアの苦悩と信念が今ここに」
- 0079-0088 feat.Amuro Ray セリフ入り・生産限定版
  - 标语为「アムロの言葉にならなかった叫びがここにある」

## 解説
本作品是作为向GUNDAM之父富野由悠季导演的66岁生日献礼，将《劇場版 機動戰士GUNDAM》、《劇場版 機動戰士Z GUNDAM》的主題曲整理后所发表的作品。其中包括2005年开始上映的《机动战士 Z GUNDAM 剧场版》三部曲中由Gackt负责制作的《Metamorphoze》、《因为你在等待》、《mind forest》、《Love Letter》和《Dybbuk》5首歌曲，还有1980年代上映的电影版《机动战士GUNDAM》3部作品的主题曲，《砂之十字架》、《哀战士》和《相逢》3首歌曲，除此之外还有富士急highland展开的《GUNDAM THE RIDE》主题曲的《Dears》。
限定版是在普通版音乐的基础上加入了夏亞·阿茲納布爾的声優池田秀一和阿姆羅·雷的声優古谷徹的新配音所收入的版本。

## 曲目列表
1. 哀 戦士　：2009年3月开始运作的街机、《機動戰士GUNDAM GUNDAMVS.GUNDAM NEXT》主题曲（商業搭配）。
2. Metamorphoze
3. 君が待っているから
4. mind forest
5. 砂の十字架〜Interlude〜（原曲：やしきたかじん、作曲：谷村新司）
6. Dybbuk
7. Dears
8. Love Letter
9. めぐりあい